# یواس‌اس اوکلا
یواس‌اس اوکلا ممکن است به یکی از موارد زیر اشاره داشته باشد:
- یواس‌اس اوکلا (ای‌او-۵۶)
- یواس‌اس اوکلا (وای‌تی‌بی-۸۰۵)